# Hapi (filho de Hórus)
Hapi (Hapy) era um dos quatro Filhos de Hórus descritos na literatura funerária protegendo o trono de Osíris no Além-Mundo.

## Iconografia
Hapi é representado como um humano mumificado com cabeça de babuíno na mobília funerária e especialmente nos vasos canopo, que guardam os órgãos da pessoa mumificada. O vaso de Hapi guarda o pulmão. Hapi é também o protetor do Norte.

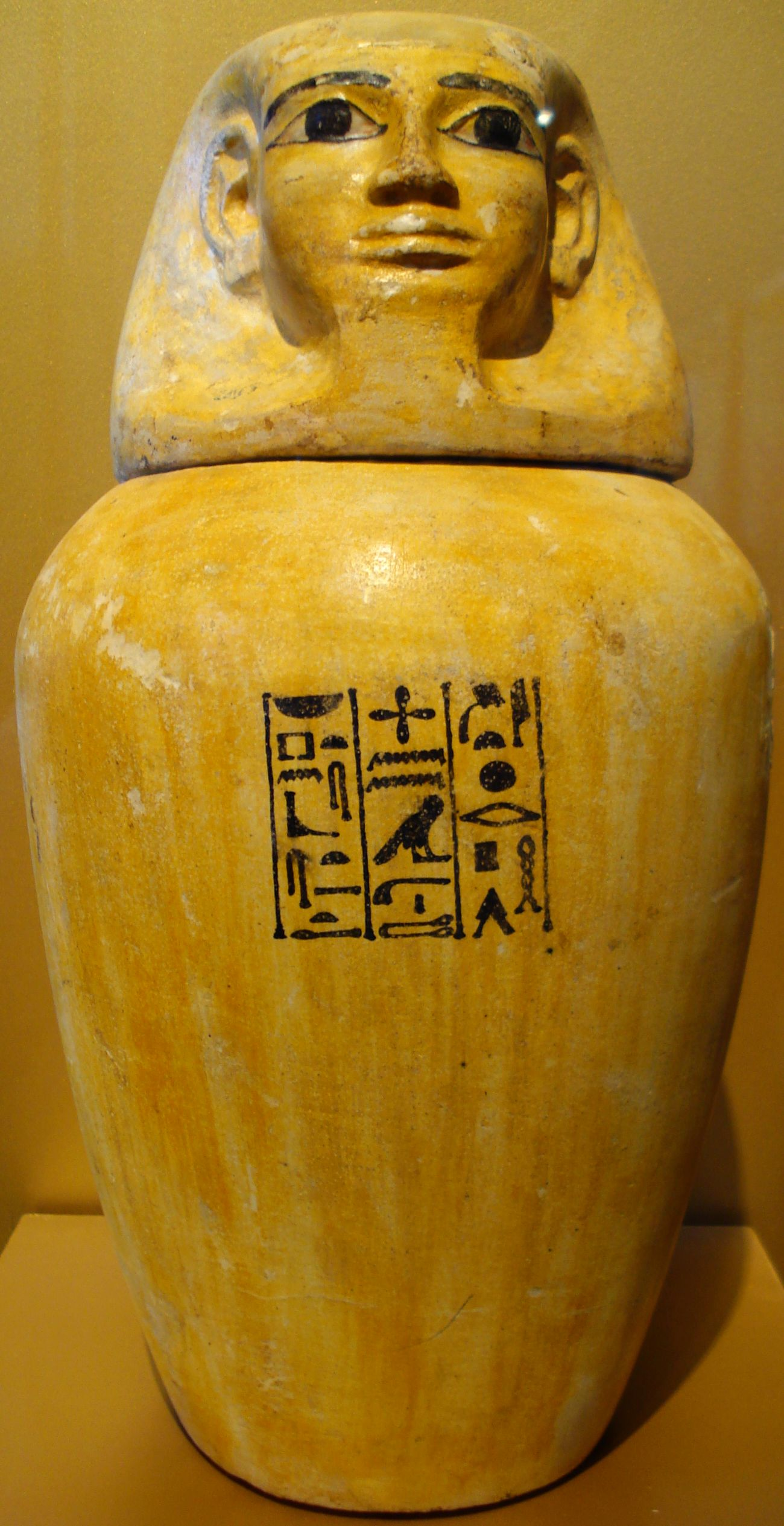
Hapi
Jarro canopo de HapiJarro canopo de Hapi